# Club Deportivo Lugo
Il Club Deportivo Lugo è una società calcistica con sede a Lugo, in Galizia, in Spagna.
Nella stagione 2024-25 milita nella Primera División RFEF, la terza serie del campionato spagnolo.

## Storia
| Stagione | Categoria      | Posizione |
| -------- | -------------- | --------- |
| 1953/54  | 3ª             | 5°        |
| 1954/55  | 3ª             | 8°        |
| 1955/56  | 3ª             | 9°        |
| 1956/57  | 3ª             | 3°        |
| 1957/58  | 3ª             | 4°        |
| 1958/59  | 3ª             | 3°        |
| 1959/60  | 3ª             | 5°        |
| 1960/61  | 3ª             | 2°        |
| 1961/62  | 3ª             | 1°        |
| 1962/63  | 3ª             | 2°        |
| 1963/64  | 3ª             | 4°        |
| 1964/65  | 3ª             | 3°        |
| 1965/66  | 3ª             | 5°        |
| 1966/67  | 3ª             | 2°        |
| 1967/68  | 3ª             | 4°        |
| 1968/69  | 3ª             | 5°        |
| 1969/70  | 3ª             | 2°        |
| 1970/71  | 3ª             | 10°       |
| 1971/72  | 3ª             | 16°       |
| 1972/73  | Cat. regionale | —         |
| 1973/74  | 3ª             | 10°       |
| 1974/75  | 3ª             | 5°        |
| 1975/76  | 3ª             | 15°       |
| 1976/77  | 3ª             | 14°       |
| 1977/78  | 3ª             | 1°        |
| 1978/79  | 2ªB            | 18°       |
| 1979/80  | 3ª             | 7°        |
| 1980/81  | 3ª             | 1°        |
| 1981/82  | 3ª             | 3°        |
| 1982/83  | 3ª             | 4°        |
| 1983/84  | 3ª             | 4°        |
| 1984/85  | 3ª             | 4°        |
| 1985/86  | 3ª             | 1°        |
| 1986/87  | 2ªB            | 11°       |
| 1987/88  | 2ªB            | 9°        |
| 1988/89  | 2ªB            | 5°        |
| 1989/90  | 2ªB            | 5°        |

| Stagione | Categoria | Posizione |
| -------- | --------- | --------- |
| 1990/91  | 2ªB       | 2°        |
| 1995/96  | 2ªB       | 10°       |
| 1991/92  | 2ªB       | 2°        |
| 1992/93  | 2ª        | 18°       |
| 1993/94  | 2ªB       | 8°        |
| 1994/95  | 2ªB       | 11°       |
| 1996/97  | 2ªB       | 5°        |
| 1997/98  | 2ªB       | 6°        |
| 1998/99  | 2ªB       | 11°       |
| 1999/00  | 2ªB       | 8°        |
| 2000/01  | 2ªB       | 15°       |
| 2001/02  | 2ªB       | 9°        |
| 2002/03  | 2ªB       | 18°       |
| 2003/04  | 3ª        | 6°        |
| 2004/05  | 3ª        | 3°        |
| 2005/06  | 3ª        | 2°        |
| 2006/07  | 2ªB       | 9°        |
| 2007/08  | 2ªB       | 7°        |
| 2008/09  | 2ªB       | 8°        |
| 2009/10  | 2ªB       | 7°        |
| 2010/11  | 2ªB       | 1º        |
| 2010/11  | 2ªB       | 1º        |
| 2011/12  | 2ªB       | 3º        |
| 2012/13  | 2ª        | 11º       |
| 2013/14  | 2ª        | 12º       |
| 2014/15  | 2ª        | 15º       |
| 2015/16  | 2ª        | 14º       |
| 2016/17  | 2ª        | 9º        |
| 2017/18  | 2ª        | 12º       |
| 2018/19  | 2ª        | 18º       |
| 2019/20  | 2ª        | 16º       |
| 2020/21  | 2ª        | 18º       |
| 2021/22  | 2ª        | 16º       |
| 2022/23  | 2ª        | 22º       |
| 2023/24  | 1ª RFEF   | 10º       |
| 2024/25  | 1ª RFEF   | -         |

## Organico

### Rosa 2022-2023
Rosa aggiornata all'8 febbraio 2023.
| N. |                       | Ruolo | Calciatore       |
| -- | --------------------- | ----- | ---------------- |
| 1  | Costa Rica (bandiera) | P     | Patrick Sequeira |
| 6  | Spagna (bandiera)     | C     | Juanpe           |
| 7  | Spagna (bandiera)     | C     | Sebas Moyano     |
| 8  | Spagna (bandiera)     | C     | Josep Señé       |
| 9  | Spagna (bandiera)     | A     | Manu Barreiro    |
| 11 | Spagna (bandiera)     | C     | Ángel Baena      |
| 12 | Brasile (bandiera)    | D     | Zé Ricardo       |
| 13 | Spagna (bandiera)     | P     | Óscar Whalley    |
| 15 | Spagna (bandiera)     | D     | Miguel Loureiro  |

| N. |                       | Ruolo | Calciatore        |
| -- | --------------------- | ----- | ----------------- |
| 19 | Spagna (bandiera)     | A     | Javier Avilés     |
| 21 | Spagna (bandiera)     | D     | Alberto Rodríguez |
| 22 | Spagna (bandiera)     | D     | Marc Carbó        |
| 29 | Bolivia (bandiera)    | C     | Jaume Cuéllar     |
| 32 | Mauritania (bandiera) | A     | Idrissa Thiam     |
| 34 | Spagna (bandiera)     | D     | Jesús Fernández   |
| 38 | Portogallo (bandiera) | C     | Gui               |
|    | Spagna (bandiera)     | C     | Jozabed Sánchez   |
|    | Spagna (bandiera)     | A     | Antoñín           |

### Rosa 2021-2022
Rosa aggiornata al 28 gennaio 2022.
| N. |                   | Ruolo | Calciatore             |
| -- | ----------------- | ----- | ---------------------- |
| 2  | Spagna (bandiera) | C     | Alex Pérez             |
| 3  | Spagna (bandiera) | D     | Diego Alende           |
| 4  | Spagna (bandiera) | D     | Juan Antonio Ros       |
| 5  | Spagna (bandiera) | C     | Carlos Pita (capitano) |
| 6  | Spagna (bandiera) | C     | Juanpe                 |
| 7  | Spagna (bandiera) | C     | David Mayoral          |
| 8  | Spagna (bandiera) | C     | Fernando Seoane        |
| 9  | Spagna (bandiera) | A     | Manu Barreiro          |
| 10 | Spagna (bandiera) | C     | Hugo Rama              |
| 11 | Spagna (bandiera) | A     | José Ángel Carrillo    |
| 12 | Spagna (bandiera) | D     | Pedro López            |
| 13 | Spagna (bandiera) | P     | Óscar Whalley          |
| 14 | Spagna (bandiera) | C     | Xavi Torres            |

| N. |                    | Ruolo | Calciatore        |
| -- | ------------------ | ----- | ----------------- |
| 15 | Spagna (bandiera)  | D     | Roberto Canella   |
| 16 | Spagna (bandiera)  | A     | Chris Ramos       |
| 17 | Spagna (bandiera)  | C     | Sebas Moyano      |
| 18 | Spagna (bandiera)  | C     | Josep Señé        |
| 19 | Ucraina (bandiera) | D     | Orest Lebedenko   |
| 21 | Spagna (bandiera)  | D     | Alberto Rodríguez |
| 22 | Spagna (bandiera)  | D     | Edu Campabadal    |
| 23 | Spagna (bandiera)  | A     | Joselu            |
| 24 | Spagna (bandiera)  | C     | Iriome González   |
| 29 | Bolivia (bandiera) | C     | Jaume Cuéllar     |
| 30 | Spagna (bandiera)  | D     | Ricard Sánchez    |
| 34 | Spagna (bandiera)  | P     | Fran Vieites      |
|    | Spagna (bandiera)  | D     | Pol García        |

### Rosa 2020-2021
Rosa aggiornata al 3 gennaio 2021.
| N. |                          | Ruolo | Calciatore             |
| -- | ------------------------ | ----- | ---------------------- |
| 1  | Spagna (bandiera)        | P     | Alberto Varo           |
| 2  | Spagna (bandiera)        | C     | Xavi Torres            |
| 3  | Spagna (bandiera)        | D     | Diego Alende           |
| 4  | Guinea-Bissau (bandiera) | D     | Marcelo Djaló          |
| 5  | Spagna (bandiera)        | C     | Carlos Pita (capitano) |
| 6  | Spagna (bandiera)        | C     | Juanpe                 |
| 7  | Spagna (bandiera)        | A     | Cristian Herrera       |
| 8  | Spagna (bandiera)        | C     | Fernando Seoane        |
| 9  | Spagna (bandiera)        | A     | Manu Barreiro          |
| 10 | Spagna (bandiera)        | C     | Hugo Rama              |
| 11 | Spagna (bandiera)        | A     | José Ángel Carrillo    |
| 12 | Spagna (bandiera)        | D     | Pedro López            |
| 13 | Spagna (bandiera)        | P     | Ander Cantero          |

| N. |                        | Ruolo | Calciatore          |
| -- | ---------------------- | ----- | ------------------- |
| 14 | Spagna (bandiera)      | C     | Borja Domínguez     |
| 15 | Spagna (bandiera)      | D     | Roberto Canella     |
| 16 | Spagna (bandiera)      | A     | Chris Ramos         |
| 18 | Mauritania (bandiera)  | C     | Hacen               |
| 19 | Panama (bandiera)      | C     | José Luis Rodríguez |
| 20 | Spagna (bandiera)      | D     | Gerard Valentín     |
| 21 | Spagna (bandiera)      | D     | Luis Ruiz           |
| 22 | Spagna (bandiera)      | D     | Edu Campabadal      |
| 23 | Portogallo (bandiera)  | D     | Frederico Venâncio  |
| 24 | Spagna (bandiera)      | C     | Iriome              |
| 27 | Mauritania (bandiera)  | D     | Bakary N'Diaye      |
| 34 | Spagna (bandiera)      | P     | Fran Vieites        |
| 37 | Inghilterra (bandiera) | C     | Arvin Appiah        |

### Rosa 2019-2020
Rosa aggiornata al 1º febbraio 2020.
| N. |                          | Ruolo | Calciatore             |
| -- | ------------------------ | ----- | ---------------------- |
| 1  | Spagna (bandiera)        | P     | Alberto Varo           |
| 2  | Camerun (bandiera)       | D     | Serge Leuko            |
| 3  | Spagna (bandiera)        | D     | José Carlos            |
| 4  | Guinea-Bissau (bandiera) | D     | Marcelo Djaló          |
| 5  | Spagna (bandiera)        | C     | Carlos Pita (capitano) |
| 6  | Spagna (bandiera)        | C     | Jaume Grau             |
| 7  | Spagna (bandiera)        | A     | Cristian Herrera       |
| 8  | Spagna (bandiera)        | C     | Fernando Seoane        |
| 9  | Spagna (bandiera)        | A     | Manu Barreiro          |
| 10 | Spagna (bandiera)        | A     | José Ángel Carrillo    |
| 11 | Guinea (bandiera)        | C     | Lass Bangoura          |
| 12 | Francia (bandiera)       | D     | Mathieu Peybernes      |
| 13 | Spagna (bandiera)        | P     | Ander Cantero          |

| N. |                       | Ruolo | Calciatore      |
| -- | --------------------- | ----- | --------------- |
| 14 | Ucraina (bandiera)    | D     | Vasyl' Kravec'  |
| 15 | Spagna (bandiera)     | D     | Roberto Canella |
| 16 | Spagna (bandiera)     | A     | Carlos Castro   |
| 17 | Spagna (bandiera)     | C     | Jaime Seoane    |
| 18 | Spagna (bandiera)     | C     | Álex López      |
| 19 | Algeria (bandiera)    | C     | Yanis Rahmani   |
| 20 | Spagna (bandiera)     | D     | Gerard Valentín |
| 21 | Spagna (bandiera)     | C     | Hugo Rama       |
| 22 | Spagna (bandiera)     | D     | Edu Campabadal  |
| 23 | Spagna (bandiera)     | D     | Josete          |
| 24 | Spagna (bandiera)     | C     | Iriome          |
| 28 | Mauritania (bandiera) | C     | Hacen           |

### Rosa 2018-2019

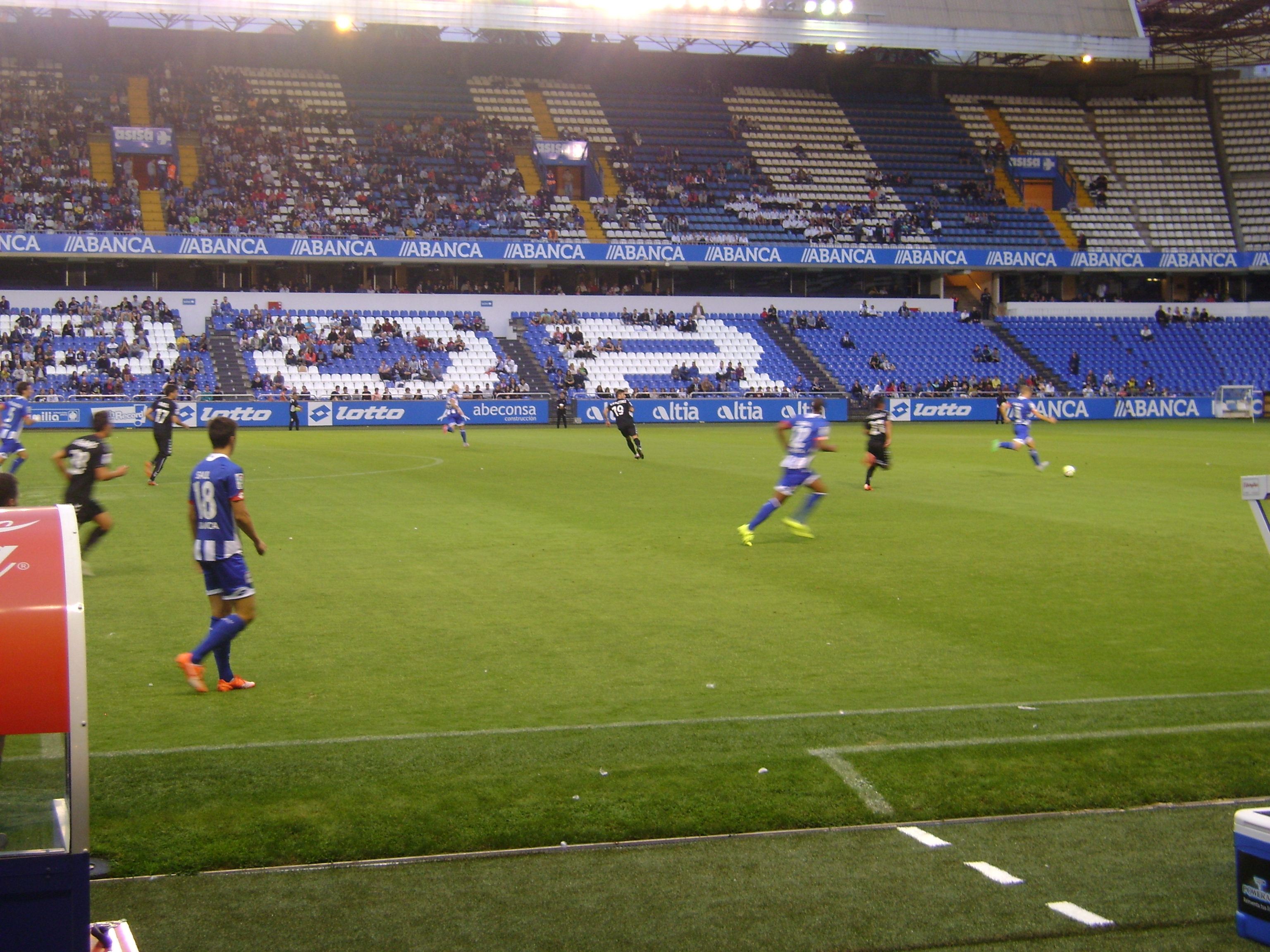
Deportivo de La Coruña vs. CD Lugo.

Rosa aggiornata al 31 gennaio 2019.
| N. |                    | Ruolo | Calciatore             |
| -- | ------------------ | ----- | ---------------------- |
| 1  | Spagna (bandiera)  | P     | Juan Carlos            |
| 2  | Camerun (bandiera) | D     | Serge Leuko            |
| 3  | Spagna (bandiera)  | D     | Gerard Valentín        |
| 4  | Spagna (bandiera)  | D     | Josete                 |
| 5  | Spagna (bandiera)  | C     | Carlos Pita (capitano) |
| 6  | Spagna (bandiera)  | C     | Tete Morente           |
| 7  | Spagna (bandiera)  | A     | Cristian Herrera       |
| 8  | Spagna (bandiera)  | C     | Fernando Seoane        |
| 9  | Spagna (bandiera)  | D     | Toni Martínez          |
| 10 | Spagna (bandiera)  | C     | Antonio Campillo       |
| 11 | Spagna (bandiera)  | A     | Dani Escriche          |
| 12 | Spagna (bandiera)  | A     | Manu Barreiro          |

| N. |                       | Ruolo | Calciatore          |
| -- | --------------------- | ----- | ------------------- |
| 13 | Spagna (bandiera)     | P     | Alberto Varo        |
| 14 | Uruguay (bandiera)    | D     | Hernán Menosse      |
| 15 | Spagna (bandiera)     | D     | Luis Ruiz Sayago    |
| 16 | Spagna (bandiera)     | C     | José Carlos Lazo    |
| 17 | Ucraina (bandiera)    | D     | Orest Lebedenko     |
| 18 | Georgia (bandiera)    | C     | Giorgi Aburjania    |
| 19 | Spagna (bandiera)     | C     | Juan Muñiz          |
| 20 | Spagna (bandiera)     | D     | José Carlos Ramírez |
| 21 | Spagna (bandiera)     | C     | Sergio Gil          |
| 22 | Spagna (bandiera)     | D     | Edu Campabadal      |
| 23 | Portogallo (bandiera) | D     | Miguel Vieira       |
| 24 | Spagna (bandiera)     | C     | Iriome González     |

### Rose precedenti
- Club Deportivo Lugo 2012-2013
- Club Deportivo Lugo 2013-2014

## Statistiche
- 1ª División: 0 stagioni
- 2ª División: 3 stagioni
- 2ª División B: 21 stagioni
- 3ª División: 34 stagioni

## Palmarès

### Competizioni nazionali
- Segunda División B: 1

2010-2011

### Altri piazzamenti
- Segunda División B:

Secondo posto: 1990-1991 (gruppo I), 1991-1992 (gruppo I)
Terzo posto: 2011-2012 8gruppo I)
- Copa Federación de España:

Finalista: 1998-1999